# Ictalurus mexicanus
Il pesce gatto Rio Verde (Ictalurus mexicanus, Meek, 1904) è un pesce d'acqua dolce appartenente alla famiglia degli Ictaluridi ed all'ordine dei Siluriformi.